# Hieracium chauliodon
Hieracium chauliodon es una especie de planta con flor del género Hieracium, de la familia Asteraceae, orden Asterales.

## Distribución
Hieracium chauliodon se distribuye por Suecia.

## Taxonomía
Fue descrita científicamente por (Dahlst. ex Zahn) Dahlst. ex Johanss. Fue publicada en Arkiv Bot., Stockh. 21A(15): 60.